# Adam de la Halle
Adam de la Halle (còn gọi là Adam le Bossu hay Adam the Hunchback) (1237?–1288? hoặc sau 1306 ) là nhà thơ, nhạc sĩ người Pháp như trouvère; các tác phẩm văn học và âm nhạc của ông bao gồm chanson và jeux-partis (bài thơ tranh luận).

## Cuộc đời sự nghiệp
Ông học tại tu viện dòng Xitô ở Vaucelles gần Cambrai. Sau đó ông gia nhập vào gia đình của Robert II, bá tước của Artois và kế đó là Charles I xứ Anjou, em trai của Louis VIII của Pháp.
Tại triều đình của Charles, ông đã viết Jeu de Robin et Marion, bản nhạc được thể hiện trên giấy có ký hiệu âm nhạc; tác phẩm kịch khác của ông, Le jeu Adan or Le jeu de la Feuillee (khoảng năm 1262) là một tác phẩm châm biếm.
Các tác phẩm của ông gồm 36 chanson, 46 rondet de carole, 18 jeux-partis, 14 rondeau, 5 motet, 1 virelai, 1 ballata, 1 dit d'amour và 1 congé.

## Tác phẩm
- Jeu de Robin et Marion
- Le jeu Adan or Le jeu de la Feuillée (1262)
- Le roi de Sicile (1282)

## Ghi âm
- 1955 – Adam de La Halle. Le jeu de Robin et Marion; 13 rondeaux (Raimbaut de Vaqueiras, Guillaume d'Amiens, Anon.). Pro Musica Antiqua, Brussels, Safford Cape, conductor. Recorded ngày 23 tháng 6 năm 1953, in the Palais des Academies, Brussels. Archive Production II. Research Period: The Central Middle Ages. Series A: Troubadours, Trouvères and Minnesingers; Series B: Music of the Minstrels; Series C: Early Polyphony before 1300. LP recording, 1 disc: analog, monaural, 33⅓ rpm, 12 in. [Germany]: Archive Production.
- 1991 – Adam de La Halle. Le jeu de Robin et Marion. Ensemble Perceval, Guy Robert, director. Recorded 1980. CD recording, 1 disc: digital, stereo, 4¾ in. Arion ARN 68162. France: Arion.
- 1991 – Adam de La Halle. Le jeu de Robin et Marion. Schola Cantorum Basiliensis, Thomas Binkley, cond. Recorded May 1987 at the Barfüsserkirche in Basel, Switzerland. CD recording, 1 disc: digital, stereo, 4¾ in. Focus 913. [Bloomington, Ind.]: Focus.
- 2004 – Zodiac. Ars Nova và Ars Subtilior in the Low Countries and Europe Capilla Flamenca. Eufoda 1360.